# Kish Kash
Kish Kash – trzeci album grupy Basement Jaxx, wydany w 2003.

## Lista utworów
1. "Good Luck" (featuring Lisa Kekaula) (Felix Buxton, Lisa Kekaula, Simon Ratcliffe) - 4:42
2. "Right Here’s the Spot" (featuring Me’shell Ndegeocello) (Buxton, Me’shell Ndegeocello, Ratcliffe) - 4:24
3. "Benjilude" (Buxton, Ratcliffe) - 0:09
4. "Lucky Star" (featuring Dizzee Rascal, Mona Singh) (Buxton, Dylan Mills, Ratcliffe) - 4:31
5. "Petrilude" (Buxton, Ratcliffe) - 0:10
6. "Supersonic" (featuring Totlyn Jackson) (Buxton, Campbell, Haygood, Ratcliffe) - 5:23
7. "Plug It In" (featuring JC Chasez) (Buxton, Ratcliffe) - 4:51
8. "Cosmolude" (Buxton, Ratcliffe) - 0:54
9. "If I Ever Recover" (Buxton, Ratcliffe) - 3:22
10. "Cish Cash" (featuring Siouxsie Sioux) (Buxton, Ratcliffe, Siouxsie Sioux) - 4:18
11. "Tonight" (featuring Phoebe) (Buxton, Phoebe, Ratcliffe) - 4:02
12. "Hot 'n Cold" (Buxton, Ratcliffe) - 4:00
13. "Living Room" (Buxton, Ratcliffe) - 2:25
14. "Feels like Home" (featuring Me’shell Ndegeocello) (Buxton, Ndegeocello, Ratcliffe) - 7:26